# Rainfarn-Zwergmarienkäfer
Der Rainfarn-Zwergmarienkäfer (Scymnus interruptus) ist ein Käfer aus der Familie der Marienkäfer, Tribus Scymnini. Die Art gehört zur Untergattung Scymnus.

## Merkmale
Zur Tribus Scymnini gehören die kleinsten Marienkäfer. Der Rainfarn-Zwergmarienkäfer ist 1,5–2,2 mm lang. Er besitzt einen breit-ovalen Körper. Dieser ist mit hellen Härchen bedeckt. Die Fühler der Untergattung Scymnus sind 11-gliedrig. Fühler und Mandibeln sind gelbrot, die Beine gelbrot oder braun gefärbt. Die Facettenaugen sind schwarz. Die Art weist einen Geschlechtsdimorphismus auf. Bei den Weibchen ist die Oberlippe gelb gefärbt. Ansonsten sind Kopf und Halsschild schwarz. Beim Männchen ist der Kopf sowie die vorderen Winkel des Halsschildes rotgelb gefärbt. Die schwarzen Flügeldecken weisen einen großen dreiecksförmigen roten Schulterfleck auf, der auf die Epipleuren übergeht und entlang dem äußeren Flügeldeckenrand bis zum Vorderrand reicht.

## Vorkommen
Die Art ist in Mittel- und Südeuropa weit verbreitet. Sie kommt im Südosten von England vor. In Skandinavien fehlt die Art offenbar. Im Süden reicht das Vorkommen über den Mittelmeerraum bis nach Nordafrika und auf die Kanarischen Inseln, im Osten bis nach Asien. Die Art gilt in Deutschland als selten, insbesondere im Norden.

## Lebensweise
Die adulten Käfer beobachtet man von März bis Oktober. Die wärmeliebende Art bevorzugt als Lebensraum Halbtrockenrasen, Wärmehänge und brach liegende Weinberge. Man findet die Käfer gewöhnlich auf krautigen Pflanzen, oft auch an Gemeinem Efeu (Hedera helix). Sowohl die Imagines als auch die Larven der Art ernähren sich überwiegend von Pflanzenläusen und Spinnmilben.

## Bilder

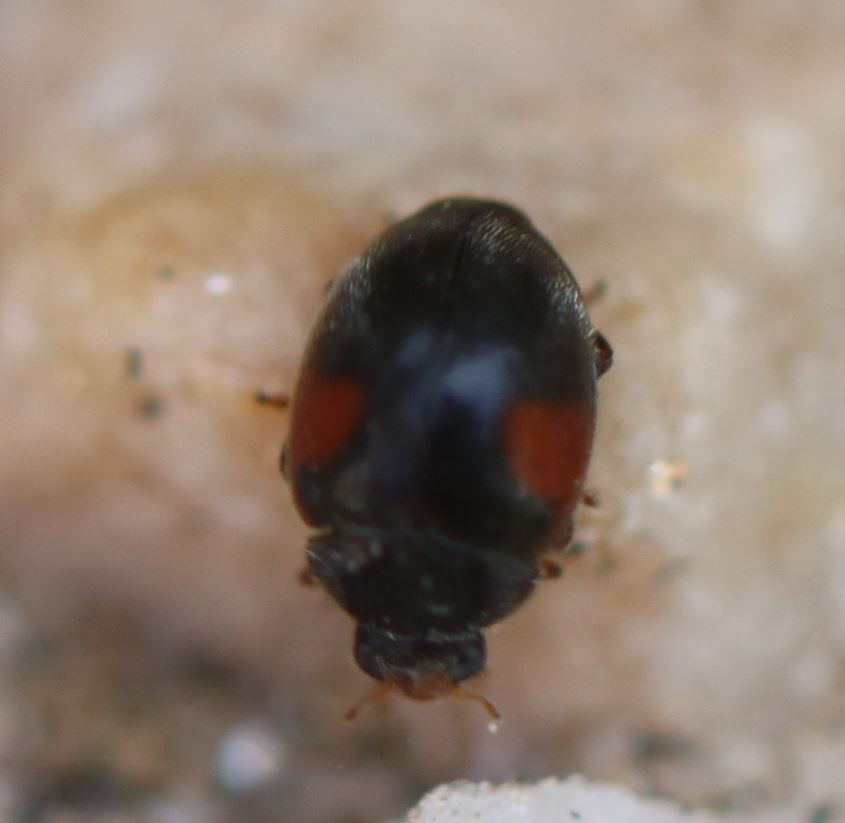
Dorsalansicht
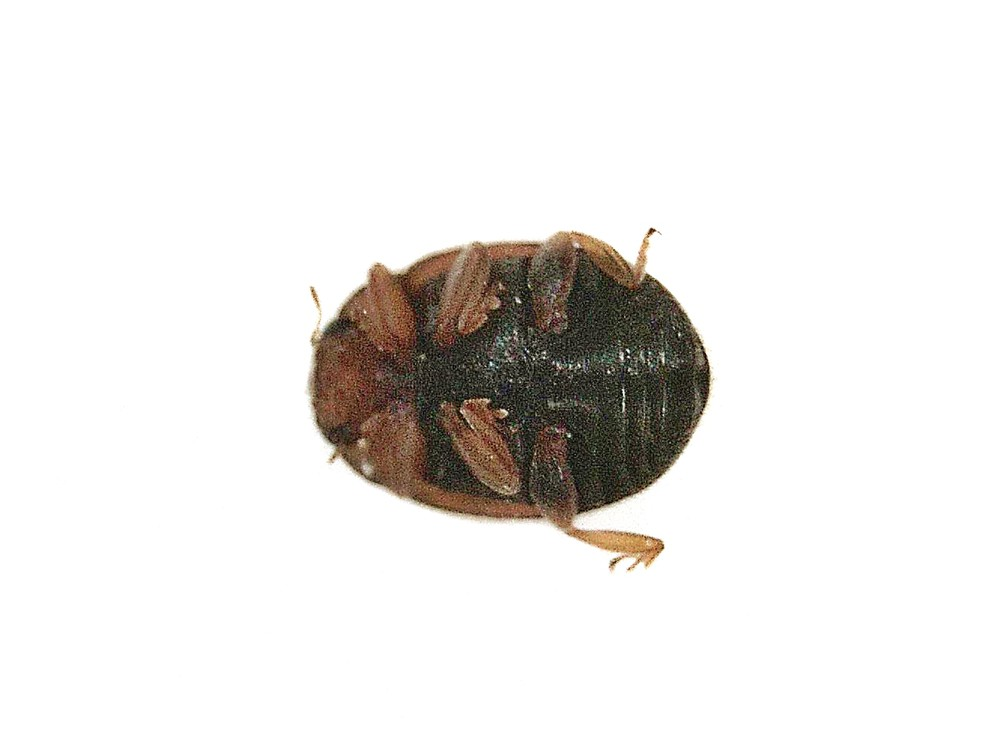
Ventralansicht
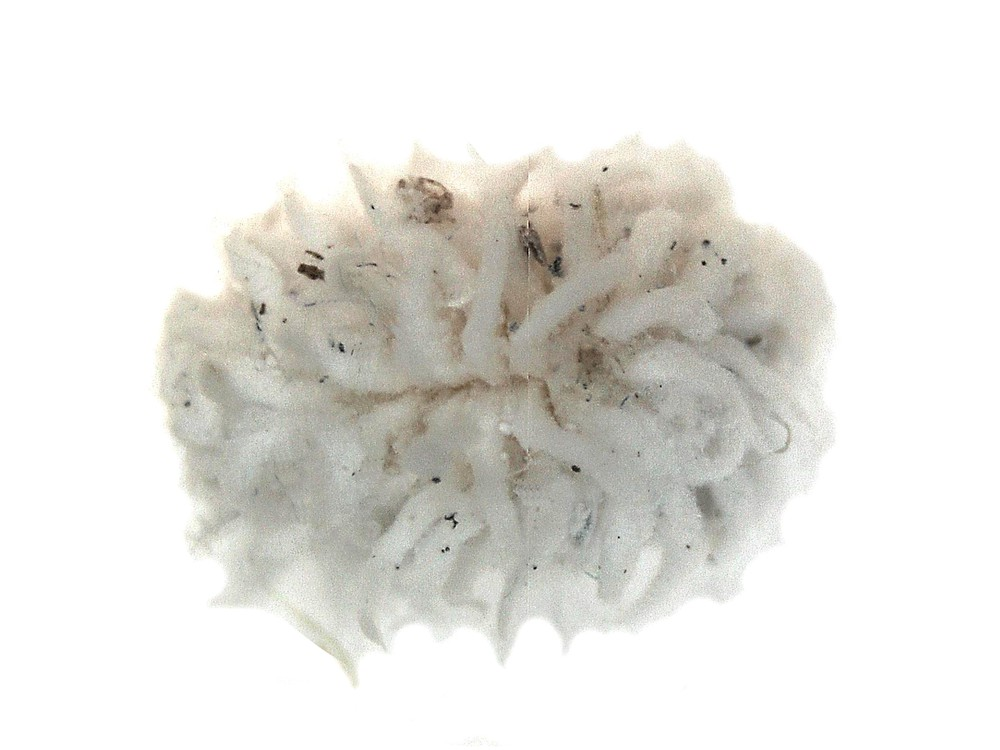
Larve, Dorsalansicht
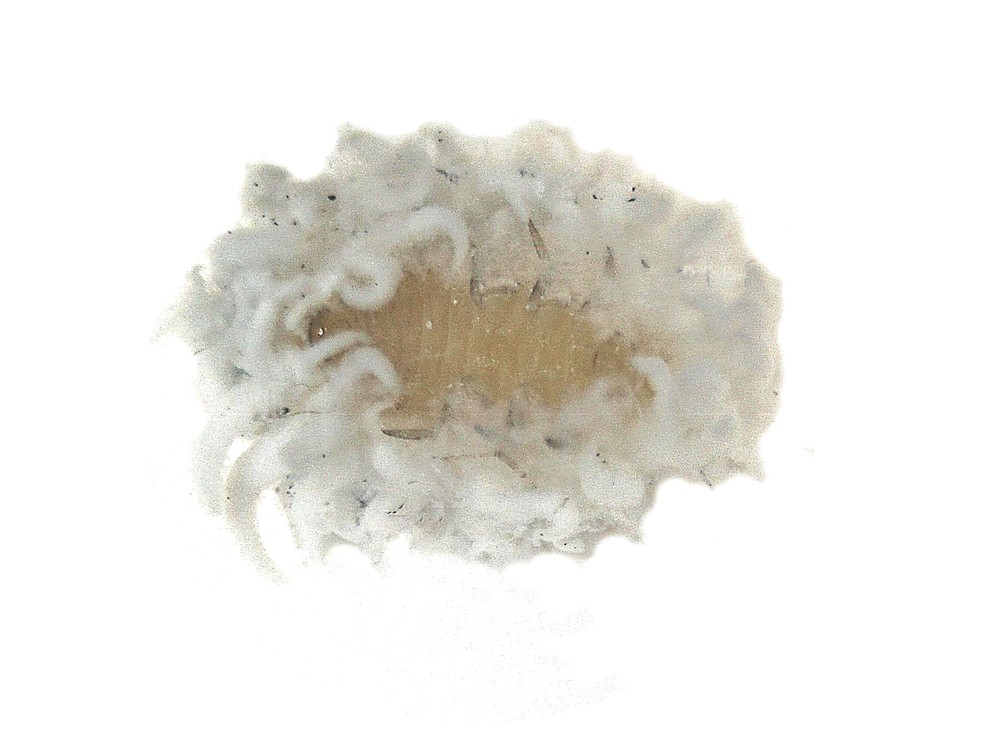
Larve, Ventralansicht